# ميعار شاكر
ميعار شاكر قرية تتبع منطقة طرطوس في محافظة طرطوس. تبعد قرية ميعار شاكر عن مدينة طرطوس 17 كم وترتفع عن سطح البحر 86 م،وهناك في القرية بعض المواقع الأثرية كبرج ميعار و مزرعة الجديدة، وبيت جنود وظهر نمص ومزرعة سهل ميعار وبعض التجمعات الأخرى.
أطلق على قرية «ميعار شاكر» هذا الاسم نسبة إلى بنت الملك الذي حكمها منذ القديم حيث كان اسمها ميعار واسم الملك شاكر. يبلغ عدد سكانها حوالي 4200 نسمة حسب سجلات النفوس. تعد القرية مركز نشاط زراعي لقرى مجاورة حيث تحتوي منطقتها سهولًا خصبة جدا.